# Bistum Ikot Ekpene
Das Bistum Ikot Ekpene (lat.: Dioecesis Ikotekpenensis) ist eine in Nigeria gelegene römisch-katholische Diözese mit Sitz in Ikot Ekpene.

## Geschichte
Das Bistum Ikot Ekpene wurde am 1. März 1963 durch Papst Johannes XXIII. mit der Apostolischen Konstitution Catholicae res aus Gebietsabtretungen des Bistums Calabar errichtet.
Es ist dem Erzbistum Calabar als Suffraganbistum unterstellt.

## Bischöfe von Ikot Ekpene
- Dominic Ignatius Kardinal Ekandem, 1963–1989, dann Bischof von Abuja
- Camillus Archibong Etokudoh, 1989–2009, dann Bischof von Port Harcourt
- Camillus Raymond Umoh, seit 2010